# Hỗ trợ tài chính

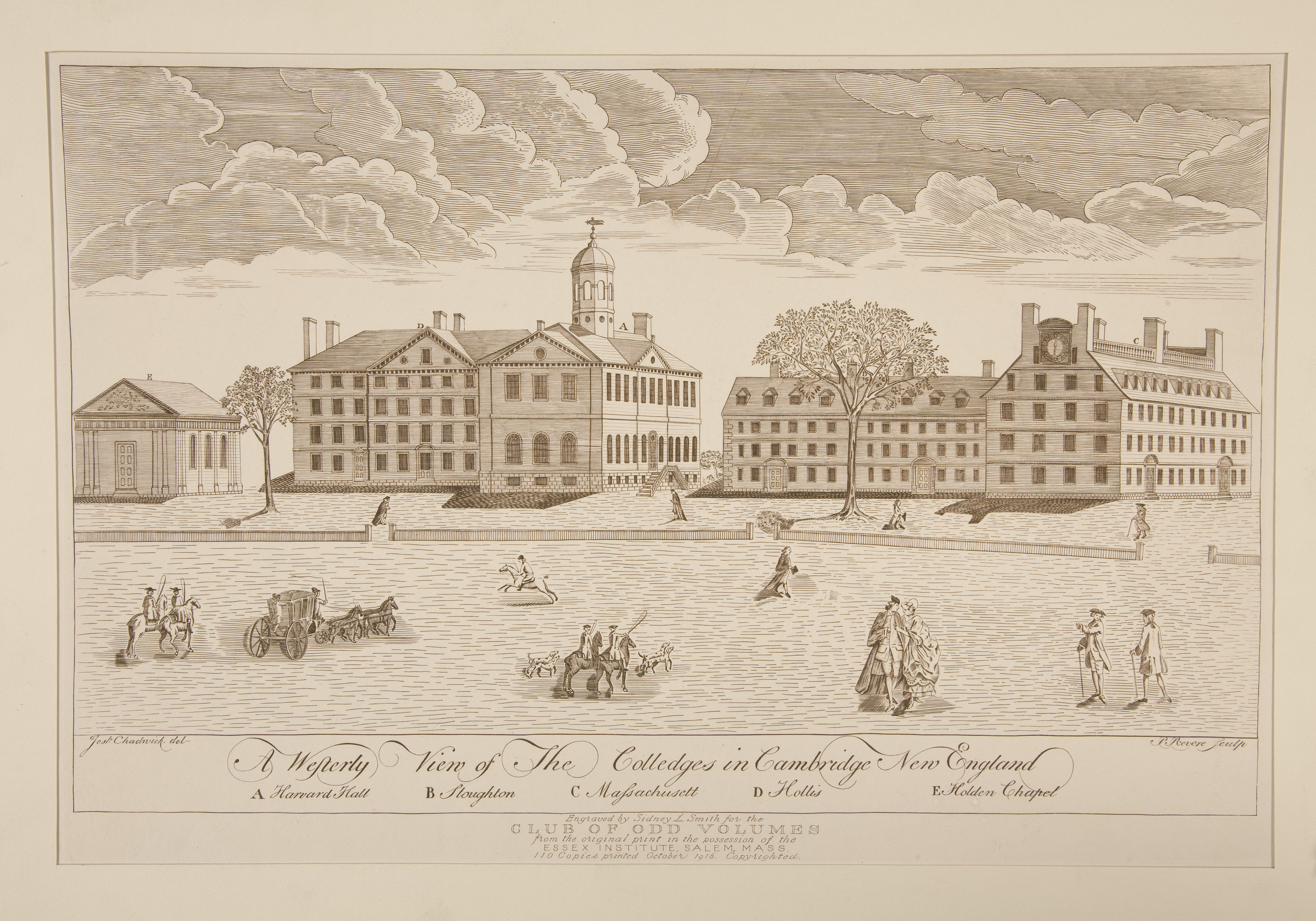
Tranh khắc của Đại học Harvard bởi Paul Revere, năm 1767. Tài sản của Đại học Harvard được định giá là 53,2 tỷ đô la tính đến năm 2021.

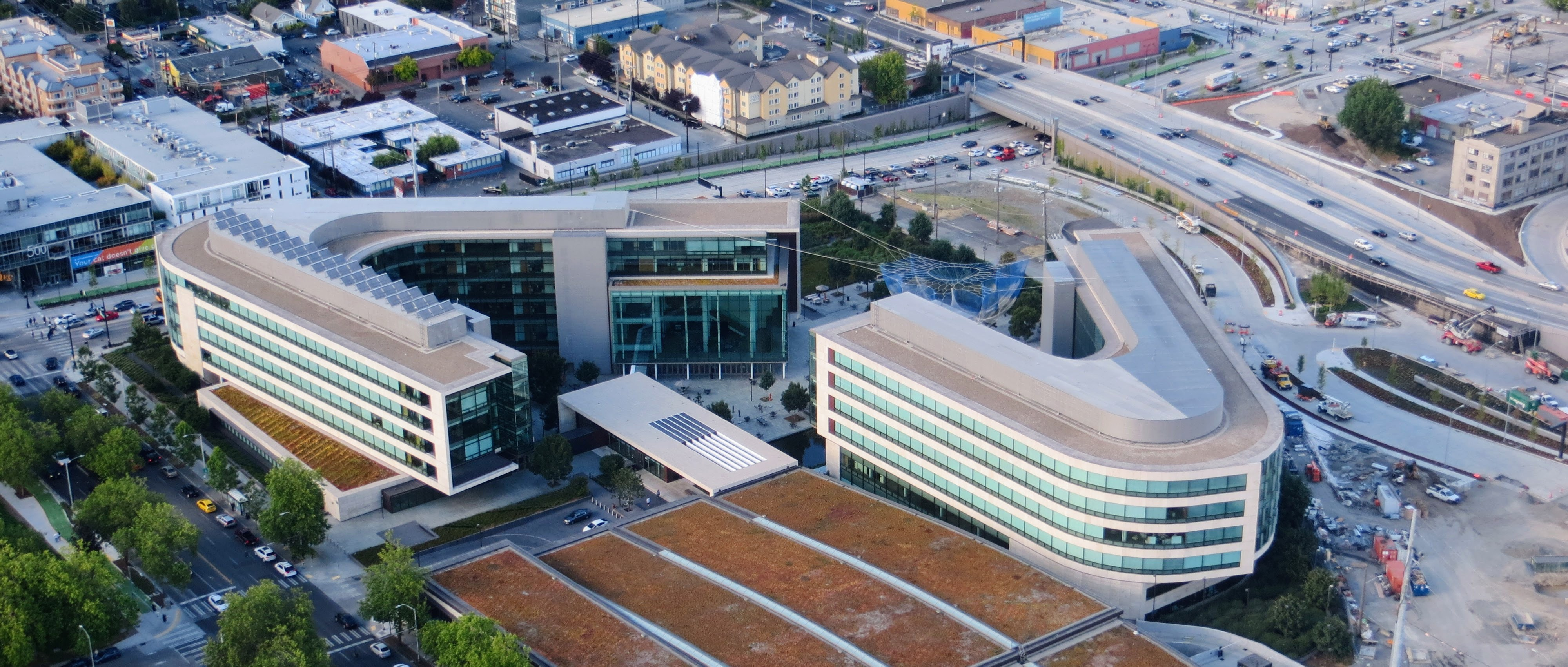
Khu phức hợp trụ sở chính của Quỹ Bill và Melinda Gates ở Seattle nhìn từ Space Needle

Hỗ trợ tài chính là một cấu trúc pháp lý dùng để quản lý, và trong nhiều trường hợp duy trì mãi mãi, một nhóm các khoản đầu tư tài chính, bất động sản hoặc các khoản đầu tư khác cho một mục đích cụ thể theo ý muốn của người sáng lập và nhà tài trợ. Các khoản tài trợ thường được tổ chức sao cho giữ nguyên giá trị gốc hoặc giá trị tài sản được điều chỉnh theo lạm phát, đồng thời một phần quỹ sẽ được (và trong một số trường hợp bắt buộc phải) tiêu dùng hàng năm, áp dụng một chính sách chi tiêu sáng suốt.
Các khoản tài trợ thường được quản lý và điều hành dưới dạng công ty phi lợi nhuận, quỹ từ thiện hoặc quỹ tư nhân. Tuy nhiên, quỹ này có thể không đủ điều kiện pháp lý là một tổ chức từ thiện công cộng. Tại một số khu vực pháp lý, quỹ hỗ trợ tài chính thường được thành lập độc lập, không liên quan đến các tổ chức và mục đích phục vụ của quỹ. Các tổ chức thường quản lý các khoản tài trợ gồm tổ chức học thuật (ví dụ: trường đại học, cao đẳng, trường tư); tổ chức văn hóa (như bảo tàng, thư viện, rạp hát); tổ chức dịch vụ (như bệnh viện, nhà dưỡng lão, Tổ chức Thập tự chinh quốc tế) và tổ chức tôn giáo (như nhà thờ, chùa, nhà hát).
Các quỹ tài trợ tư nhân là một trong những quỹ giàu nhất thế giới, đặc biệt là quỹ tài trợ cho giáo dục đại học tư nhân. Quỹ tài trợ của Đại học Harvard là quỹ tài trợ học thuật lớn nhất trên thế giới, ước tính 53,2 tỷ đô la tính đến tháng 6 năm 2021. Quỹ của Bill và Melinda Gates là một trong những quỹ tư nhân giàu có nhất với khoản tài trợ 46,8 tỷ đô la tính đến 31 tháng 12 năm 2018..

## Các hình thức tài trợ
Hầu hết các khoản tài trợ tư nhân ở Hoa Kỳ được quy định bởi Đạo luật thống nhất quản lý thận trọng các quỹ tổ chức, từ mục đích của nhà tài trợ xác định mặt hạn chế của số tiền gốc và thu nhập của quỹ. Các khoản tài trợ ở Hoa Kỳ thường được phân loại theo một trong ba cách:
1. Tài nguyên không hạn chế được sử dụng theo bất kỳ cách nào mà người nhận lựa chọn để thực hiện nhiệm vụ của mình.
2. Quỹ tài trợ có kỳ hạn quy định thời gian số tiền gốc được sử dụng cho mục tiêu cụ thể của nhà tài trợ.
3. Quỹ tài trợ tài khóa được chỉ định bởi cơ quan quản lý của tổ chức chứ không phải của nhà tài trợ. Do đó, cả tiền gốc và thu nhập đều có thể được truy cập theo quyết định của tổ chức. Nó vẫn bị giới hạn theo mục đích hoặc thời gian chi tiêu của của nhà tài trợ.
Các khoản tài trợ có giới hạn đảm bảo khoản gốc ban đầu được điều chỉnh theo lạm phát, được kéo dài vĩnh viễn và các phương pháp chi tiêu thận trọng nên được áp dụng để tránh sự tiêu hao của kho tài liệu theo các khung thời gian hợp lý. Các khoản tài trợ hạn chế cũng có thể tạo điều kiện cho các yêu cầu bổ sung của nhà tài trợ.

## Các hạn chế và mục đích của nhà tài trợ
Nguồn thu tài trợ có thể bị hạn chế bởi các nhà tài trợ để phục vụ nhiều mục đích. Các giáo sư được hưởng ưu đãi trợ cấp giới hạn cho một vấn đề, cụ thể ở một số nơi, nhà tài trợ có thể tài trợ cho một quỹ tín thác dành riêng cho việc hỗ trợ một chủ đề ưu tiên. Bỏ qua vấn đề "xâm phạm" tài sản, việc thay đổi hoàn cảnh hoặc sự ép buộc về tài chính như phá sản có thể ngăn cản việc thực hiện ý định của nhà tài trợ. Tòa án có thể thay đổi việc sử dụng tài trợ hạn chế theo một học thuyết gọi là cy-près có nghĩa là tìm một giải pháp thay thế "càng gần càng tốt" cho ý định của nhà tài trợ.

## Lịch sử

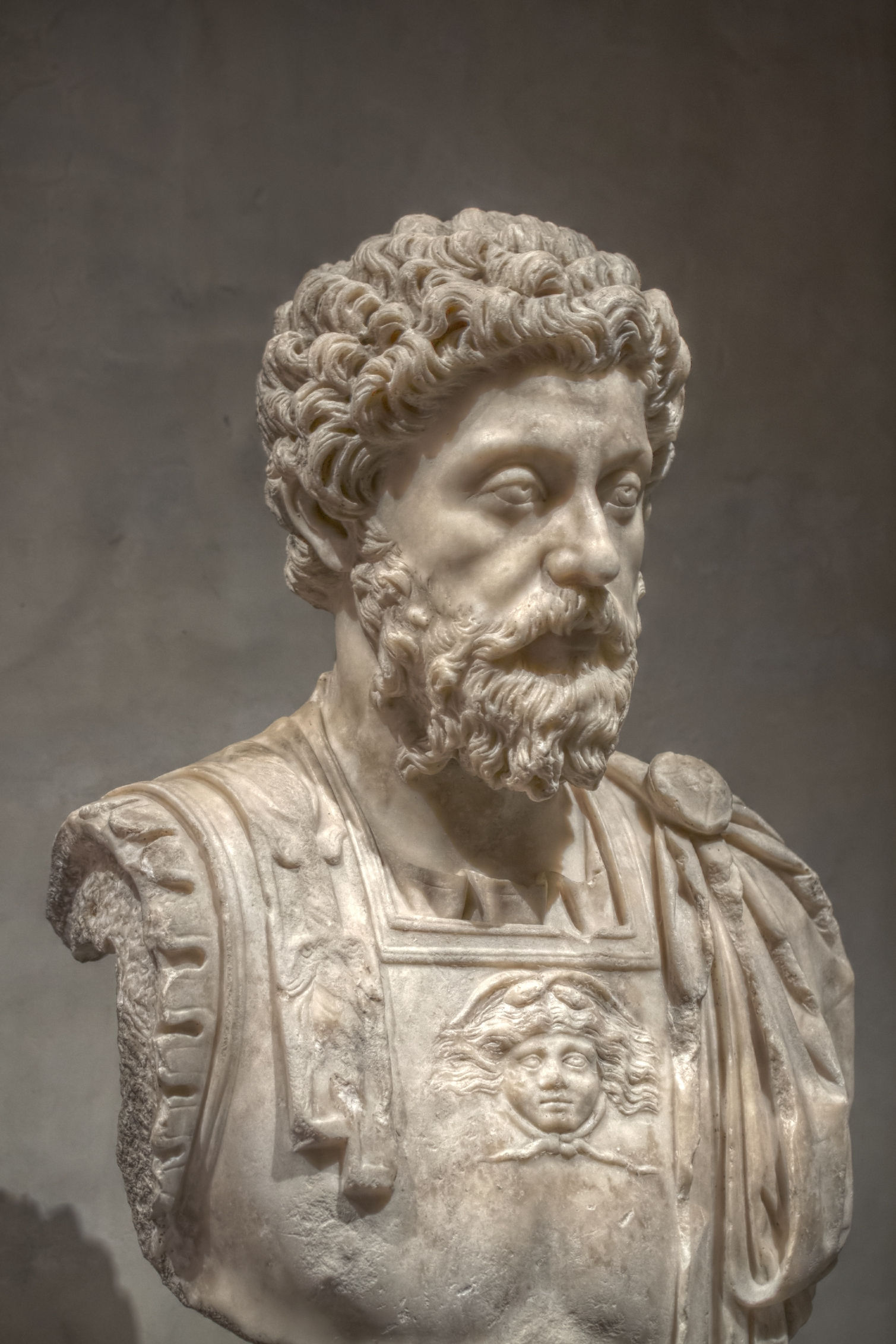
Marcus Aurelius, hoàng đế La Mã Khắc kỷ, người đã tạo ra các chức danh giáo sư chủ tọa đầu tiên

Những khoản hỗ trợ sớm nhất được thành lập bởi hoàng đế La Mã và nhà triết học Khắc kỷ Marcus Aurelius ở Athens vào năm 176. Aurelius đã tạo ra khoản ưu đãi riêng cho mỗi trường phái triết học chính: Platon, Aristotelianism, Stoicism và Epicureanism. Sau đó, các quỹ tài trợ tương tự đã được thiết lập ở một số thành phố lớn khác của Đế chế La Mã.
Các trường đại học sớm nhất được thành lập ở Châu  Âu, Châu Á và Châu Phi. Quỹ được tài trợ bởi các vị hoàng tử hoặc quốc vương với vai trò đào tạo các quan chức chính phủ đã khiến các trường đại học Địa Trung Hải sớm trở nên giống các trường học Hồi giáo, mặc dù trường học Hồi giáo nhỏ hơn và các giáo viên cá nhân, chứ không phải cơ sở giáo dục đã được cấp giấy phép.
Waqf nghĩa là tài sản thế chấp, thường liên quan đến việc tặng một tòa nhà, lô đất hoặc các tài sản khác cho người Hồi giáo với mục đích tôn giáo hoặc từ thiện mà không có ý định đòi lại tài sản. Các tài sản được quyên góp có thể được nắm giữ bởi một quỹ từ thiện.
Hai tài liệu waqfiya (chứng thư) cổ nhất được biết đến là từ thế kỷ IX, trong khi tài liệu thứ ba có niên đại từ đầu thế kỷ X, cả ba đều thuộc Thời kỳ Abbasid. Waqfiya cổ nhất có niên đại từ năm 876, liên quan đến một ấn bản Qur'an nhiều tập và được lưu giữ bởi Bảo tàng Nghệ thuật Hồi giáo và Thổ Nhĩ Kỳ ở Istanbul. Một tấm waqfiya có thể cũ hơn là một tấm giấy cói do Bảo tàng Louvre ở Paris lưu giữ, không có niên đại bằng văn bản nhưng được coi là từ giữa thế kỷ thứ IX.
Waqf được biết đến sớm nhất ở Ai Cập, được thành lập bởi quan chức tài chính Abū Bakr Muḥammad bin Ali al-Madhara'i vào năm 919 , là một cái ao được gọi là Birkat Ḥabash có các vườn cây ăn quả bao quanh, doanh thu được sử dụng để hoạt động một khu phức hợp thủy lực và cung cấp thức ăn cho người nghèo. Ở Ấn Độ, wakf tương đối phổ biến trong các cộng đồng Hồi giáo và được quy định bởi Hội đồng Wakf Trung ương và được điều chỉnh bởi Đạo luật Wakf 1995 (thay thế Đạo luật Wakf 1954).

## Tài trợ của các trường đại học và cao đẳng hiện đại
Các tổ chức học thuật, chẳng hạn như các trường cao đẳng và đại học sẽ thường có quỹ tài trợ để hỗ trợ một phần các yêu cầu về các chi phí của tổ chức. Ngoài quỹ tài trợ chung, mỗi trường đại học cũng có thể kiểm soát một số quỹ tài trợ bị hạn chế nhằm tài trợ cho các lĩnh vực cụ thể trong trường. Các ví dụ phổ biến nhất là các chức danh giáo sư được ban tặng(còn được gọi là những chiếc ghế được đặt tên), và học bổng hoặc nghiên cứu sinh được tài trợ.
Việc các chức danh giáo sư bắt đầu trong hệ thống đại học châu  u hiện đại ở Anh vào năm 1502, khi Lady Margaret Beaufort, Nữ bá tước Richmond và là bà nội của vị vua tương lai Henry VIII đã tạo ra những chiếc ghế được ban tặng đầu tiên cho khoa thần học tại các trường đại học Oxford (Giáo sư Lady Margaret của Divinity) và Cambridge (Giáo sư về Thần học của Lady Margaret). Gần 50 năm sau, Henry VIII đã thiết lập các chức danh Giáo sư Regius tại cả hai trường đại học, lần này là năm môn học: thần học, luật dân sự, tiếng Do Thái, tiếng Hy Lạp và vật lý - môn cuối cùng tương ứng với những gì ngày nay được gọi là y học và khoa học cơ bản. Ngày nay, Đại học Glasgow có 15 chức danh Giáo sư Regius.
Các cá nhân tư nhân cũng thông qua việc thực hiện các chức danh giáo sư. Isaac Newton giữ chức Chủ tịch Toán học Lucasian tại Cambridge bắt đầu từ năm 1669, gần đây do nhà vật lý nổi tiếng Stephen Hawking nắm giữ.
Tại Hoa Kỳ, tài trợ thường không thể thiếu đối với các cơ sở giáo dục. Cựu sinh viên hoặc đối tác của các tổ chức đóng góp phần không nhỏ vào các khoản tài trợ.  Việc sử dụng nguồn vốn tài trợ diễn ra mạnh mẽ ở Hoa Kỳ và Canada nhưng ít phổ biến hơn bên ngoài Bắc Mỹ, ngoại trừ các trường đại học Cambridge và Oxford. Các quỹ tài trợ cũng đã được tạo ra để hỗ trợ các trường trung học và tiểu học ở một số tiểu bang ở Hoa Kỳ.
Một chức vụ giáo sư được ban tặng (hoặc chiếc ghế ưu đãi) là một vị trí được trả lương với nguồn tiền từ quỹ tài trợ được thiết lập riêng cho mục đích đó. Thông thường, vị trí sẽ được chỉ định trong một bộ phận nhất định. Các chức danh giáo sư được ưu đãi hỗ trợ trường đại học bằng cách cung cấp một giảng viên không phải trả hoàn toàn từ ngân sách hoạt động, cho phép trường đại học giảm tỷ lệ sinh viên trên giảng viên, một thống kê được sử dụng để xếp hạng đại học và các đánh giá thể chế khác, hoặc  tiền trực tiếp mà lẽ ra sẽ được chi trả lương cho các nhu cầu khác của trường đại học.  Ngoài ra, việc giữ một chức danh giáo sư như vậy được coi là một vinh dự trong thế giới học thuật, và trường đại học có thể sử dụng chúng để thưởng cho giảng viên xuất sắc nhất của mình hoặc để tuyển dụng các giáo sư hàng đầu từ các tổ chức khác.

### Học bổng giảng viên được tài trợ
Một giảng viên được tài trợ là một vị trí được trả lương vĩnh viễn để tuyển dụng và giữ chân các giáo sư mới/ hoặc cấp cơ sở (trở lên), trả tiền dài hạn để giữ lại các thạc sĩ/giáo sư mới hoặc cấp cơ sở (trở lên), những người đã chứng tỏ khả năng giảng dạy và nghiên cứu xuất sắc. Nhà tài trợ có thể được phép đặt tên cho học bổng đó. Việc bổ nhiệm đồng nghiệp trong giảng viên sẽ nuôi dưỡng sự tự tin và cam kết đồng hành của tổ chức, giữ cho tổ chức cạnh tranh hơn việc tuyển dụng và giữ chân nhân tài.

## Học bổng ưu đãi và nghiên cứu sinh
Học bổng ưu đãi là khoản hỗ trợ học phí (và có thể là các chi phí khác) được chi trả bằng nguồn thu của quỹ tài trợ được thiết lập riêng cho mục đích đó. Nó có thể dựa trên tiêu chí thành tích hoặc dựa trên nhu cầu (sinh viên có hoàn cảnh khó khăn) tùy thuộc vào chính sách của trường đại học hoặc mục tiêu hướng đến của nhà tài trợ.  Một số trường đại học sẽ tạo điều kiện cho các nhà tài trợ gặp gỡ các sinh viên mà họ đang giúp đỡ. Số tiền phải quyên góp để bắt đầu một học bổng ưu đãi có thể thay đổi so với dự định.
Học bổng nghiên cứu sinh cũng tương tự như vậy, mặc dù chúng thường được liên kết với sinh viên sau đại học. Ngoài việc giúp đỡ về học phí, họ cũng có thể bao gồm một khoản trợ cấp.Học bổng với một khoản trợ cấp có thể khuyến khích sinh viên học lên tiến tiến sĩ. Học bổng với một khoản trợ cấp thường yêu cầu sinh viên giảng dạy hoặc làm việc về nghiên cứu.

## Cơ sở từ thiện

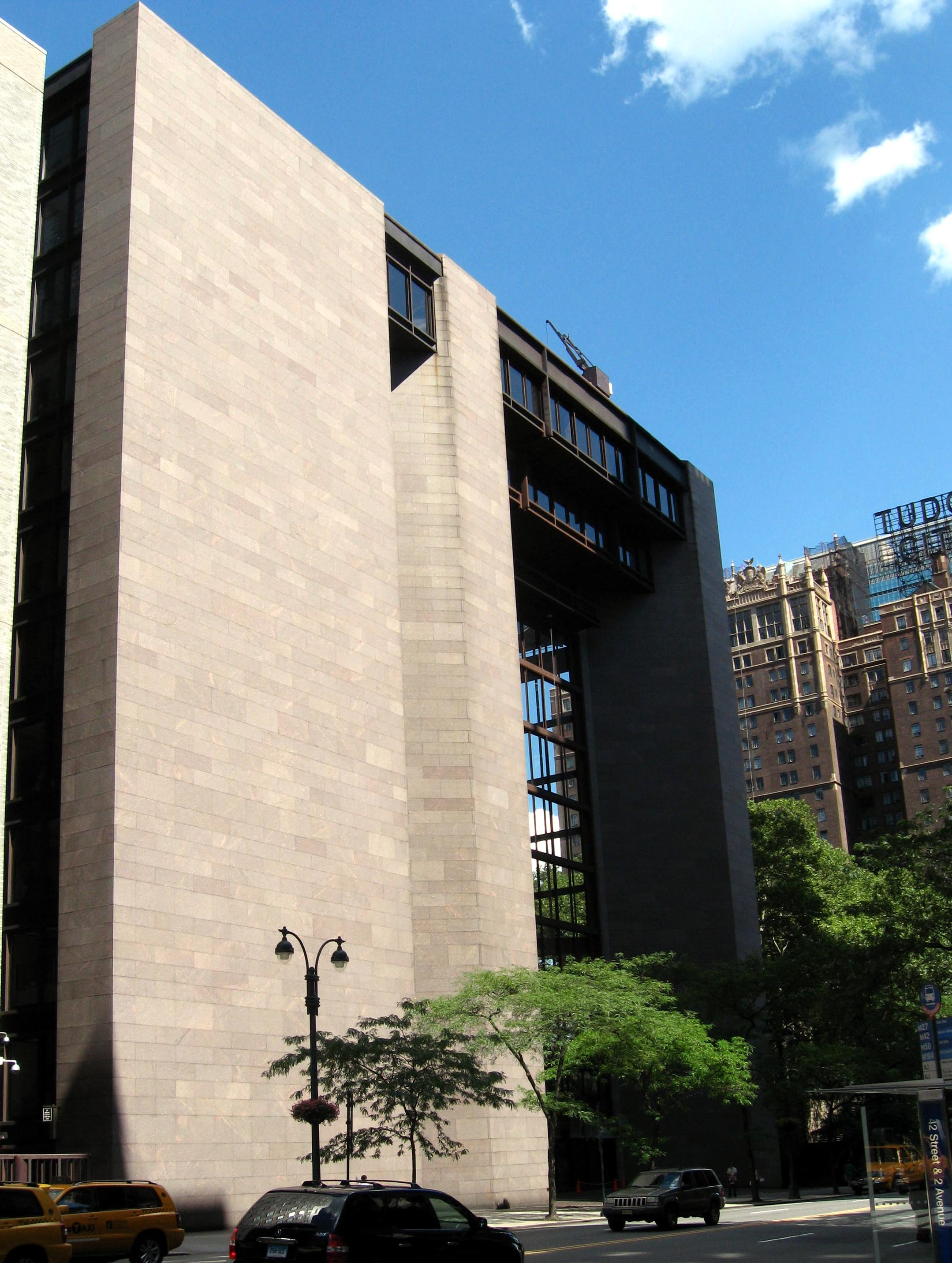
Tòa nhà Quỹ Ford ở New York. Trong năm 2014, Quỹ Ford đã báo cáo tài sản là 12,4 tỷ đô la Mỹ và phê duyệt 507,9 triệu đô la Mỹ tài trợ.

Quỹ từ thiện là một loại tổ chức phi lợi nhuận nhằm tài trợ các tổ chức từ thiện khác thông qua các khoản hỗ trợ, có thể tham gia trực tiếp vào các hoạt động từ thiện. Các quỹ bao gồm các tổ chức từ thiện công cộng (tổ chức cộng đồng) và các tổ chức tư nhân (cá nhân hoặc gia đình).

### Quản lý ủy thác
Quỹ tài chính thường được giám sát bởi hội đồng quản trị và được quản lý bởi người được ủy thác hoặc nhóm các nhà quản lý chuyên nghiệp. Thông thường, hoạt động tài chính của khoản tài trợ được quy định để đạt được các mục tiêu đã nêu của khoản tài trợ.
Ở Hoa Kỳ, thường 4–6% tài sản của quỹ được tặng hàng năm để tài trợ cho hoạt động hoặc chi tiêu vốn. Bất kỳ khoản thu nhập vượt quá nào thường được tái đầu tư để tăng thêm tài sản và bù đắp cho lạm phát và suy thoái trong những năm tới. Con số chi tiêu này đại diện cho tỷ lệ có thể được chi tiêu trong quá khứ mà không làm giảm số tiền gốc của quỹ tài trợ.

## Phê bình và cải cách

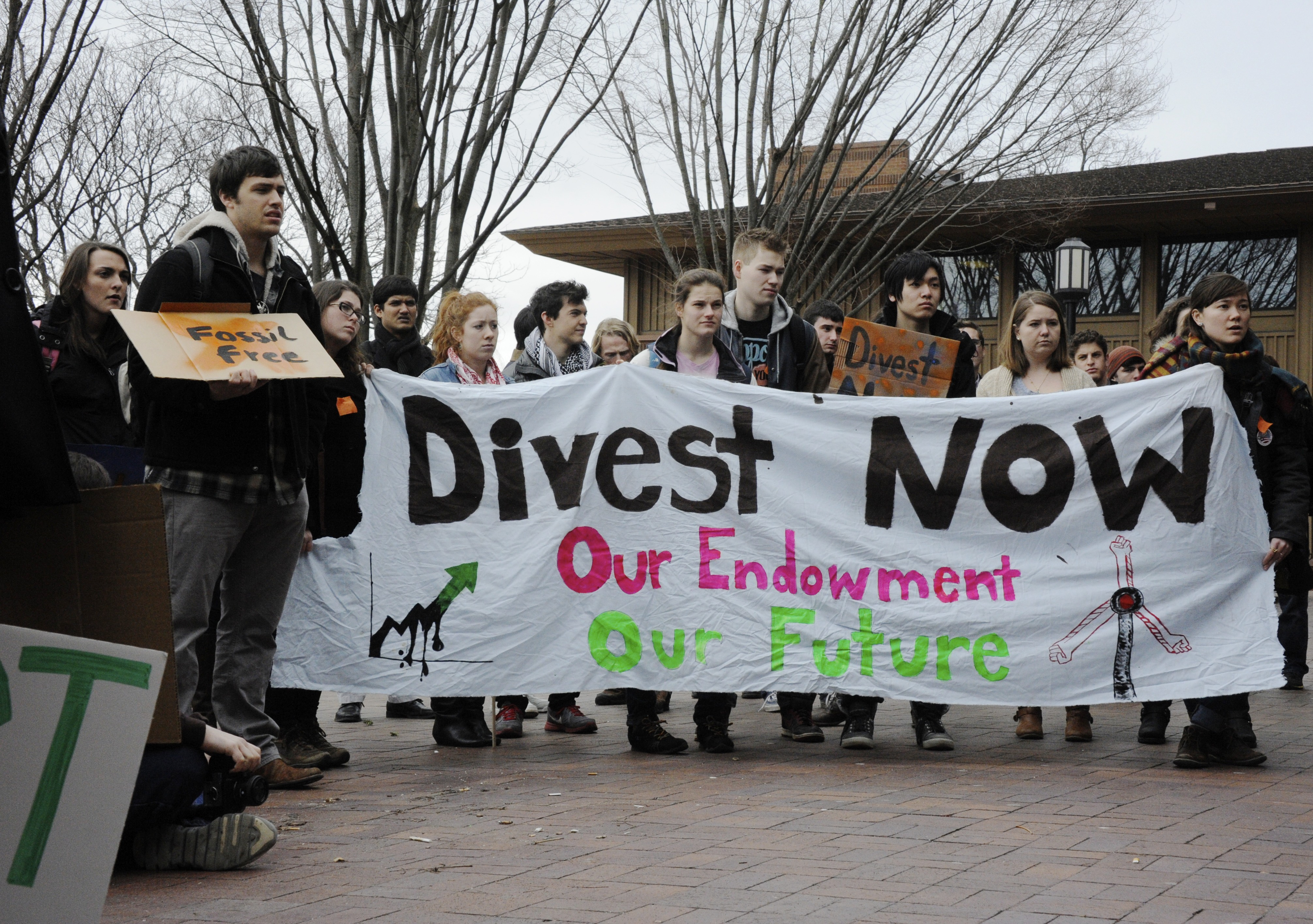
Sinh viên Đại học Tufts năm 2013 "diễu hành ngày 4 tháng 3". Cuộc tuần hành là một chiến dịch thoái vốn với mục tiêu gây áp lực buộc các trường đại học phải loại bỏ các khoản đầu tư vào các dự án liên quan đến nhiên liệu hóa thạch.

Trường hợp của Leona Helmsley thường được sử dụng để minh họa những mặt trái của khái niệm pháp lý về ý định của nhà tài trợ khi áp dụng cho các khoản tài trợ. Trong những năm 2000, Helmsley đã yêu cầu một quỹ tín thác trị giá hàng tỷ đô la cho "việc chăm sóc và phúc lợi của những con chó". Quỹ tín thác này được ước tính vào thời điểm đó gấp 10 lần tổng tài sản năm 2005 của tất cả các tổ chức từ thiện liên quan đến động vật đã đăng ký ở Hoa Kỳ.
Năm 1914, Frederick Goff đã tìm cách loại bỏ "bàn tay chết" của hoạt động từ thiện có tổ chức và do đó đã tạo ra Cleveland Foundation-quỹ cộng đồng đầu tiên. Ông đã tạo ra một nền tảng có cấu trúc chặt chẽ để có thể sử dụng các tài trợ của cộng đồng một cách đáp ứng và phù hợp với nhu cầu. Sự giám sát và kiểm soát nằm trong "bàn tay sống" của công chúng chứ không phải "bàn tay chết" của những người sáng lập quỹ tư nhân.
Nghiên cứu được công bố trên Tạp chí Kinh tế Mỹ chỉ ra rằng các khoản tài trợ chính về học thuật thường hoạt động trong thời kỳ kinh tế suy thoái theo cách trái ngược với ý định của khoản tài trợ đó.  Hành vi này được gọi là tích trữ tài sản, phản ánh cách thức mà suy thoái kinh tế thường dẫn đến giảm các khoản chi trả của họ thay vì tăng chúng để bù đắp cho sự suy thoái.
Các khoản tài trợ cho các trường đại học và cao đẳng lớn có trụ sở tại Hoa Kỳ, vốn đã mang lại lợi nhuận lớn, được công bố rộng rãi trong những năm 1990 và 2000, đã phải đối mặt với những tổn thất đáng kể về vốn chủ sở hữu trong cuộc suy thoái kinh tế năm 2008.  Khoản tài trợ của Đại học Harvard, trị giá 37 tỷ đô la vào tháng 6 năm 2008, đã giảm xuống còn 26 tỷ đô la vào giữa năm 2009.  Đại học Yale, trường tiên phong trong cách tiếp cận liên quan đến việc đầu tư mạnh vào các khoản đầu tư thay thế như bất động sản và cổ phần tư nhân đã báo cáo khoản tài trợ 16 tỷ đô la vào tháng 9 năm 2009, mức lỗ hàng năm 30%, nhiều hơn dự đoán vào tháng 12 năm 2008. Tại Đại học Stanford, khoản tài trợ đã giảm từ 17 tỷ đô la xuống còn 12 tỷ đô la vào tháng 9 năm 2009. Nguồn tài trợ của Đại học Brown giảm 27 phần trăm xuống còn 2,04 tỷ đô la trong năm tài chính kết thúc vào ngày 30 tháng 6 năm 2009. Đại học George Washington đã mất 18% trong cùng năm tài chính đó, xuống còn 1,08 tỷ đô la.
Tại Canada, sau cuộc khủng hoảng tài chính năm 2008, Đại học Toronto đã báo cáo khoản lỗ 31% (545 triệu đô la) so với giá trị cuối năm trước đó vào năm 2009. Khoản lỗ này được cho là do đầu tư quá mức vào các quỹ đầu cơ.

## Chiến dịch thoái vốn và tác động đến đầu tư
Một cách tiếp cận khác để cải cách các khoản tài trợ là sử dụng các chiến dịch thoái vốn để khuyến khích các khoản tài trợ không nắm giữ các khoản đầu tư phi đạo đức.  Một trong những chiến dịch thoái vốn hiện đại sớm nhất là "Đầu tư từ Nam Phi" được sử dụng để phản đối các chính sách phân biệt chủng tộc. Vào cuối thời kỳ phân biệt chủng tộc, hơn 150 trường đại học đã thoái vốn khỏi các khoản đầu tư ở Nam Phi, mặc dù không rõ kết quả chiến dịch này tác động đến nó như thế nào.
Một phiên bản chủ động của chiến dịch thoái vốn là đầu tư tác động, hay đầu tư theo sứ mệnh đề cập đến các khoản đầu tư "được thực hiện vào các công ty, tổ chức và quỹ với mục đích tạo ra tác động xã hội hoặc môi trường có thể đo lường, có lợi cùng với lợi nhuận tài chính." cung cấp vốn để giải quyết các vấn đề xã hội và môi trường.

## Thuế tài trợ
Nói chung, thuế tài trợ là thuế các khoản tài trợ vốn dĩ không bị đánh thuế do sứ mệnh từ thiện, giáo dục hoặc tôn giáo của họ. Các khoản thuế tài trợ đôi khi được ban hành để đáp lại những sự chỉ trích rằng các khoản tài trợ không hoạt động từ thiện như mục đích ban đầu mà là nơi rửa tiền hoặc tước đi tài sản thiết yếu và các loại thuế khác của chính quyền địa phương.